# Kano og kajak under sommer-OL 2020 - K1 200 m (damer)
Damernes 200 meter enerkajak under sommer-OL 2020 finder sted den 2. august - 3. august 2021 på Sea Forest Waterway, der ligger i Tokyo Bay zonen.

## Medaljefordeling
| Medaljetagere                 | Medaljetagere            | Medaljetagere            | Medaljetagere |
| ----------------------------- | ------------------------ | ------------------------ | ------------- |
| Guld                          | Sølv                     | Bronze                   |               |
| Lisa Carrington · New Zealand | Teresa Portela · Spanien | Emma Jørgensen · Danmark |               |

## Format
Konkurrencen bliver indledt med fem indledende heats. De to bedste fra hvert heat går til semifinalerne, mens de øvrige mødes i de tre kvartfinaler. Her går de to bedste i hver kvartfinale videre til semifinalerne. I semifinalerne går de fire bedste til finalen mens de resterende får mulighed for at konkurrere om placeringerne fra 9 - 16 i B finalen.

## Kvalifikation
Hver NOC kan kvalificere én båd i klassen.
| Kvalifikation                          | Dato                   | Vært       | Pladser | Kvalificeret                                                                    |
| -------------------------------------- | ---------------------- | ---------- | ------- | ------------------------------------------------------------------------------- |
| 2019 ICF Verdensmesterskab             | 21. – 25. august 2019  | Ungarn     | 5       | New Zealand · Polen · Danmark · Spanien · Ukraine · Ungarn · Serbien · Portugal |
| 2019 African Games                     | 26. – 31. august 2019  | Marokko    | 1       | Algeriet                                                                        |
| Oceanien Kvalifikationsturnering 2020  | 14. – 16. februar 2020 | Australien | 1       |                                                                                 |
| Asiatiske Mesterskaber 2020            | 26. – 29. marts 2020   | Thailand   | 1       |                                                                                 |
| Europæisk Kvalifikationsturnering 2020 | 6. – 7. maj 2020       | Tjekkiet   | 2       |                                                                                 |
| Pan Am Kvalifikationsturnering 2020    | 7. – 10. maj 2020      | Chile      | 1       |                                                                                 |
| 2020 ICF World Cup 2                   | 23.–25. maj 2020       | Tyskland   | 1       |                                                                                 |
| Total                                  |                        |            | 12      |                                                                                 |

## Tidsplan
Nedenstående tabel viser tidsplanen for afvikling af konkurrencen:
| Dato      | Tid   | Runde         |
| --------- | ----- | ------------- |
| 3. august | 09:30 | Heat 1        |
| 3. august | 09:36 | Heat 2        |
| 3. august | 09:42 | Heat 3        |
| 3. august | 09:48 | Heat 4        |
| 3. august | 09:54 | Heat 5        |
| 3. august | 12:00 | Kvartfinale 1 |
| 3. august | 12:06 | Kvartfinale 2 |
| 3. august | 12:12 | Kvartfinale 3 |
| 4. august | 09:30 | Semifinale 1  |
| 4. august | 09:38 | Semifinale 2  |
| 4. august | 12:25 | B Finale      |
| 4. august | 12:35 | Finale        |

## Resultater

### Heats

#### Heat 1
| Placering | Bane | Atlet                   | Nation    | Tid    | Note |
| --------- | ---- | ----------------------- | --------- | ------ | ---- |
| 1         | 5    | Emma Jørgensen          | Danmark   | 41.572 | SF   |
| 2         | 4    | Francesca Genzo         | Italien   | 42.198 | SF   |
| 3         | 2    | Anamaria Govorčinović   | Kroatien  | 42.901 | QF   |
| 4         | 3    | Mariia Kichasova-Skoryk | Ukraine   | 44.564 | QF   |
| 5         | 1    | Khaoula Sassi           | Tunesien  | 45.101 | QF   |
| 6         | 7    | Jade Tierney            | Cookøerne | 48.271 | QF   |
| 7         | 6    | Amira Kheris            | Algeriet  | 48.306 | QF   |

#### Heat 2
| Placering | Bane | Atlet               | Nation   | Tid    | Note |
| --------- | ---- | ------------------- | -------- | ------ | ---- |
| 1         | 3    | Dóra Lucz           | Ungarn   | 41.098 | SF   |
| 2         | 5    | Marta Walczykiewicz | Polen    | 41.100 | SF   |
| 3         | 4    | Linnea Stensils     | Sverige  | 41.109 | QF   |
| 4         | 7    | Ma Qing             | Kina     | 42.706 | QF   |
| 5         | 1    | Joana Vasconcelos   | Portugal | 43.059 | QF   |
| 6         | 6    | Léa Jamelot         | Frankrig | 43.589 | QF   |
| 7         | 2    | Samaa Ahmed         | Egypten  | 47.272 | QF   |

#### Heat 3
| Placering | Bane | Atlet              | Nation         | Tid    | Note |
| --------- | ---- | ------------------ | -------------- | ------ | ---- |
| 1         | 5    | Teresa Portela     | Spanien        | 40.812 | SF   |
| 2         | 3    | Anna Kárász        | Ungarn         | 41.127 | SF   |
| 3         | 4    | Deborah Kerr       | Storbritannien | 41.168 | QF   |
| 4         | 7    | Helena Wiśniewska  | Polen          | 41.407 | QF   |
| 5         | 1    | Andréanne Langlois | Canada         | 41.525 | QF   |
| 6         | 6    | Brenda Rojas       | Argentina      | 43.802 | QF   |
| 7         | 2    | Anne Cairns        | Samoa          | 46.795 | QF   |

#### Heat 4
| Placering | Placering | Atlet              | Nation                    | Tid    | Note |
| --------- | --------- | ------------------ | ------------------------- | ------ | ---- |
| 1         | 3         | Yin Mengdie        | Kina                      | 41.688 | SF   |
| 2         | 5         | Teresa Portela     | Portugal                  | 42.050 | SF   |
| 3         | 6         | Vanina Paoletti    | Frankrig                  | 42.334 | QF   |
| 4         | 4         | Natalia Podolskaya | Ruslands Olympiske Komité | 42.845 | QF   |
| 5         | 7         | Yuliia Yuriichuk   | Ukraine                   | 43.760 | QF   |
| 6         | 1         | Sara Milthers      | Danmark                   | 43.863 | QF   |
| 7         | 2         | Yuka Ono           | Japan                     | 45.251 | QF   |

#### Heat 5
| Placering | Bane | Atlet                   | Nation                    | Tid    | Note |
| --------- | ---- | ----------------------- | ------------------------- | ------ | ---- |
| 1         | 5    | Lisa Carrington         | New Zealand               | 40.715 | SF   |
| 2         | 2    | Svetlana Chernigovskaya | Ruslands Olympiske Komité | 41.540 | SF   |
| 3         | 4    | Milica Novaković        | Serbien                   | 41.579 | QF   |
| 4         | 3    | Emily Lewis             | Storbritannien            | 42.038 | QF   |
| 5         | 6    | Michelle Russell        | Canada                    | 42.236 | QF   |
| 6         | 1    | Natalya Sergeyeva       | Kasakhstan                | 46.657 | QF   |

### Kvartfinale

#### Kvartfinale 1
| Placering | Bane | Atlet                   | Nation    | Tid    | Note |
| --------- | ---- | ----------------------- | --------- | ------ | ---- |
| 1         | 2    | Andréanne Langlois      | Canada    | 41.728 | SF   |
| 2         | 4    | Ma Qing                 | Kina      | 42.321 | SF   |
| 3         | 5    | Anamaria Govorčinović   | Kroatien  | 43.307 |      |
| 4         | 6    | Joana Vasconcelos       | Portugal  | 43.379 |      |
| 5         | 1    | Sara Milthers           | Danmark   | 43.675 |      |
| 6         | 3    | Mariia Kichasova-Skoryk | Ukraine   | 44.247 |      |
| 7         | 8    | Samaa Ahmed             | Egypten   | 47.882 |      |
| 8         | 7    | Jade Tierney            | Cookøerne | 49.290 |      |

#### Kvartfinale 2
| Placering | Bane | Atlet             | Nation     | Tid    | Note |
| --------- | ---- | ----------------- | ---------- | ------ | ---- |
| 1         | 5    | Linnea Stensils   | Sverige    | 41.313 | SF   |
| 2         | 4    | Milica Novaković  | Serbien    | 41.340 | SF   |
| 3         | 3    | Helena Wiśniewska | Polen      | 41.559 |      |
| 4         | 7    | Léa Jamelot       | Frankrig   | 43.338 |      |
| 5         | 2    | Yuliia Yuriichuk  | Ukraine    | 43.871 |      |
| 6         | 6    | Khaoula Sassi     | Tunesien   | 45.809 |      |
| 7         | 1    | Natalya Sergeyeva | Kasakhstan | 46.736 |      |
| 8         | 8    | Anne Cairns       | Samoa      | 47.141 |      |

#### Kvartfinale 3
| Placering | Bane | Atlet              | Nation                    | Tid    | Note |
| --------- | ---- | ------------------ | ------------------------- | ------ | ---- |
| 1         | 5    | Deborah Kerr       | Storbritannien            | 42.742 | SF   |
| 2         | 2    | Michelle Russell   | Canada                    | 42.940 | SF   |
| 3         | 3    | Emily Lewis        | Storbritannien            | 42.945 |      |
| 4         | 4    | Vanina Paoletti    | Frankrig                  | 43.163 |      |
| 5         | 6    | Natalia Podolskaya | Ruslands Olympiske Komité | 43.212 |      |
| 6         | 7    | Brenda Rojas       | Argentina                 | 44.876 |      |
| 7         | 8    | Yuka Ono           | Japan                     | 45.610 |      |
| 8         | 1    | Amira Kheris       | Algeriet                  | 49.412 |      |

### Semifinaler
| Placering | Bane | Udøver              | Land        | Tid    | Noter  |
| --------- | ---- | ------------------- | ----------- | ------ | ------ |
| 1         | 3    | Lisa Carrington     | New Zealand | 38.127 | OB, FA |
| 2         | 5    | Emma Jørgensen      | Danmark     | 38.457 | FA     |
| 3         | 6    | Marta Walczykiewicz | Polen       | 38.563 | FA     |
| 4         | 4    | Teresa Portela      | Spanien     | 38.858 | FA     |
| 4         | 8    | Linnea Stensils     | Sverige     | 38.858 | FA     |
| 6         | 2    | Teresa Portela      | Portugal    | 39.301 | FB     |
| 7         | 7    | Michelle Russell    | Canada      | 40.224 | FB     |
| 8         | 1    | Ma Qing             | Kina        | 40.837 | FB     |

| Rangering | Bane | Udøver                  | Nation                    | Tid    | Noter |
| --------- | ---- | ----------------------- | ------------------------- | ------ | ----- |
| 1         | 4    | Dóra Lucz               | Ungarn                    | 39.713 | FA    |
| 2         | 1    | Deborah Kerr            | Storbritannien            | 39.751 | FA    |
| 3         | 7    | Andréanne Langlois      | Canada                    | 39.952 | FA    |
| 4         | 3    | Francesca Genzo         | Italien                   | 40.000 | FA    |
| 5         | 5    | Yin Mengdie             | Kina                      | 40.069 | FB    |
| 6         | 8    | Milica Novaković        | Serbien                   | 40.257 | FB    |
| 7         | 2    | Svetlana Chernigovskaya | Ruslands Olympiske Komité | 40.433 | FB    |
| 8         | 6    | Anna Kárász             | Ungarn                    | 40.724 | FB    |

### Finaler
| Rangering                        | Bane | Udøver              | Nation         | Tid    | Noter |
| -------------------------------- | ---- | ------------------- | -------------- | ------ | ----- |
| 1                                | 5    | Lisa Carrington     | New Zealand    | 38.120 | OB    |
| 2. plads, sølvmedaljemodtager(e) | 9    | Teresa Portela      | Spanien        | 38.883 |       |
| 3                                | 3    | Emma Jørgensen      | Danmark        | 38.901 |       |
| 4                                | 7    | Marta Walczykiewicz | Polen          | 39.170 |       |
| 5                                | 1    | Linnea Stensils     | Sverige        | 39.287 |       |
| 6                                | 4    | Dóra Lucz           | Ungarn         | 39.442 |       |
| 7                                | 8    | Francesca Genzo     | Italien        | 40.184 |       |
| 8                                | 6    | Deborah Kerr        | Storbritannien | 40.409 |       |
| 9                                | 2    | Andréanne Langlois  | Canada         | 40.473 |       |

| Rangering | Bane | Udøver                  | Nation                    | Tid    | Noter |
| --------- | ---- | ----------------------- | ------------------------- | ------ | ----- |
| 10        | 5    | Teresa Portela          | Portugal                  | 39.562 |       |
| 11        | 2    | Svetlana Chernigovskaya | Ruslands Olympiske Komité | 39.977 |       |
| 12        | 4    | Yin Mengdie             | Kina                      | 40.365 |       |
| 13        | 3    | Michelle Russell        | Canada                    | 40.527 |       |
| 13        | 6    | Milica Novaković        | Serbien                   | 40.527 |       |
| 15        | 7    | Ma Qing                 | Kina                      | 40.652 |       |
| 16        | 8    | Anna Kárász             | Ungarn                    | 41.242 |       |